# Paulius Grybauskas
Paulius Grybauskas (Vilnius, 2 giugno 1984) è un ex calciatore lituano, di ruolo portiere.

## Carriera

### Club
Ha giocato nella massima serie lituana, in quella rumena, in quella azera e in quella lettone. Nella stagione 2013-2014 ha inoltre giocato anche 4 partite nei turni preliminari di Europa League, con la maglia dello Skonto.

### Nazionale
Tra il 2006 e il 2010, ha giocato 6 partite con la nazionale lituana.

## Statistiche

### Cronologia presenze e reti in nazionale
| Cronologia completa delle presenze e delle reti in nazionale ― Lituania | Cronologia completa delle presenze e delle reti in nazionale ― Lituania | Cronologia completa delle presenze e delle reti in nazionale ― Lituania | Cronologia completa delle presenze e delle reti in nazionale ― Lituania | Cronologia completa delle presenze e delle reti in nazionale ― Lituania | Cronologia completa delle presenze e delle reti in nazionale ― Lituania | Cronologia completa delle presenze e delle reti in nazionale ― Lituania | Cronologia completa delle presenze e delle reti in nazionale ― Lituania |
| Data                                                                    | Città                                                                   | In casa                                                                 | Risultato                                                               | Ospiti                                                                  | Competizione                                                            | Reti                                                                    | Note                                                                    |
| ----------------------------------------------------------------------- | ----------------------------------------------------------------------- | ----------------------------------------------------------------------- | ----------------------------------------------------------------------- | ----------------------------------------------------------------------- | ----------------------------------------------------------------------- | ----------------------------------------------------------------------- | ----------------------------------------------------------------------- |
| 15-11-2006                                                              | Paola                                                                   | Malta                                                                   | 1 – 4                                                                   | Lituania                                                                | Amichevole                                                              | -1                                                                      |                                                                         |
| 28-3-2007                                                               | Odessa                                                                  | Ucraina                                                                 | 1 – 0                                                                   | Lituania                                                                | Qual. Euro 2008                                                         | -1                                                                      |                                                                         |
| 6-6-2007                                                                | Kaunas                                                                  | Lituania                                                                | 0 – 2                                                                   | Italia                                                                  | Qual. Euro 2008                                                         | -2                                                                      |                                                                         |
| 31-5-2008                                                               | Jūrmala                                                                 | Estonia                                                                 | 0 – 1                                                                   | Lituania                                                                | Coppa del Baltico 2010                                                  | -                                                                       |                                                                         |
| 19-11-2008                                                              | Tallinn                                                                 | Lituania                                                                | 1 – 1                                                                   | Moldavia                                                                | Amichevole                                                              | -                                                                       | 46’                                                                     |
| 20-6-2010                                                               | Kaunas                                                                  | Lituania                                                                | 2 – 0                                                                   | Estonia                                                                 | Coppa del Baltico 2010                                                  | -                                                                       |                                                                         |
| Totale                                                                  |                                                                         | Presenze                                                                | 6                                                                       |                                                                         | Reti                                                                    | -4                                                                      |                                                                         |

## Palmarès

### Club

#### Competizioni nazionali
- Campionato lituano: 1

Ekranas: 2005
- Supercoppa di Lituania: 1

Ekranas: 2006
- Campionato azero: 1

Neftçi Baku: 2010-2011

### Nazionale
- Coppa del Baltico: 1

2010